# 新豐縣 (陝西省)
新豐縣，秦代時名麗邑縣（或作酈邑），治所在今陝西省西安市灞橋區灞橋街道舊劉家村一帶，秦朝末年（前206年），劉邦入主關中。項羽為征奪關中，率領40萬大軍，與劉邦10萬大軍在此處對峙，鴻門宴即發生於此。
劉邦統一天下定都長安之後，尊劉太公為「太上皇」。劉太公卻不大喜歡長安，「思東歸」於老家「豐」地。劉邦為解其父思念故土，於是就在驪邑縣附近為他新建一個「豐」地，並改名新豐縣，將豐縣居民全部遷到「新豐」居住，新豐設置與古豐縣完全一樣，仿照古豐老家所建，留有“雞犬認戶，人識其家”之說。
漢代均屬司隸京兆尹。三國以後屬雍州、京兆郡。唐朝天寶七載（748年）廢新豐縣，併入會昌縣。